# Tepoztlán
Tepoztlán is een stadje in de Mexicaanse staat Morelos. De plaats heeft 15.245 inwoners (census 2005) en is de hoofdplaats van de gemeente Tepoztlán.
Tepoztlan ligt in een vallei in het noorden van Morelos aan de voet van de Tepozteco. Wegens haar ligging en klimaat is het een populaire bestemming voor inwoners van Mexico-Stad; de Azteekse heersers hadden hier al hun winterresidentie.
In de 10e eeuw was Tepotzlán een belangrijk Tolteeks centrum. Het zou de geboorteplaats geweest zijn van Topiltzin Ce Acatl Quetzalcoatl, hoewel meer plaatsen die eer opeisen. De Tolteekse piramide in Tepoztlán was een van de belangrijkste ceremoniële centra van Meso-Amerika. Tijdens de Spaanse verovering van Mexico werd de plaats grotendeels met de grond gelijk gemaakt door Hernán Cortés.

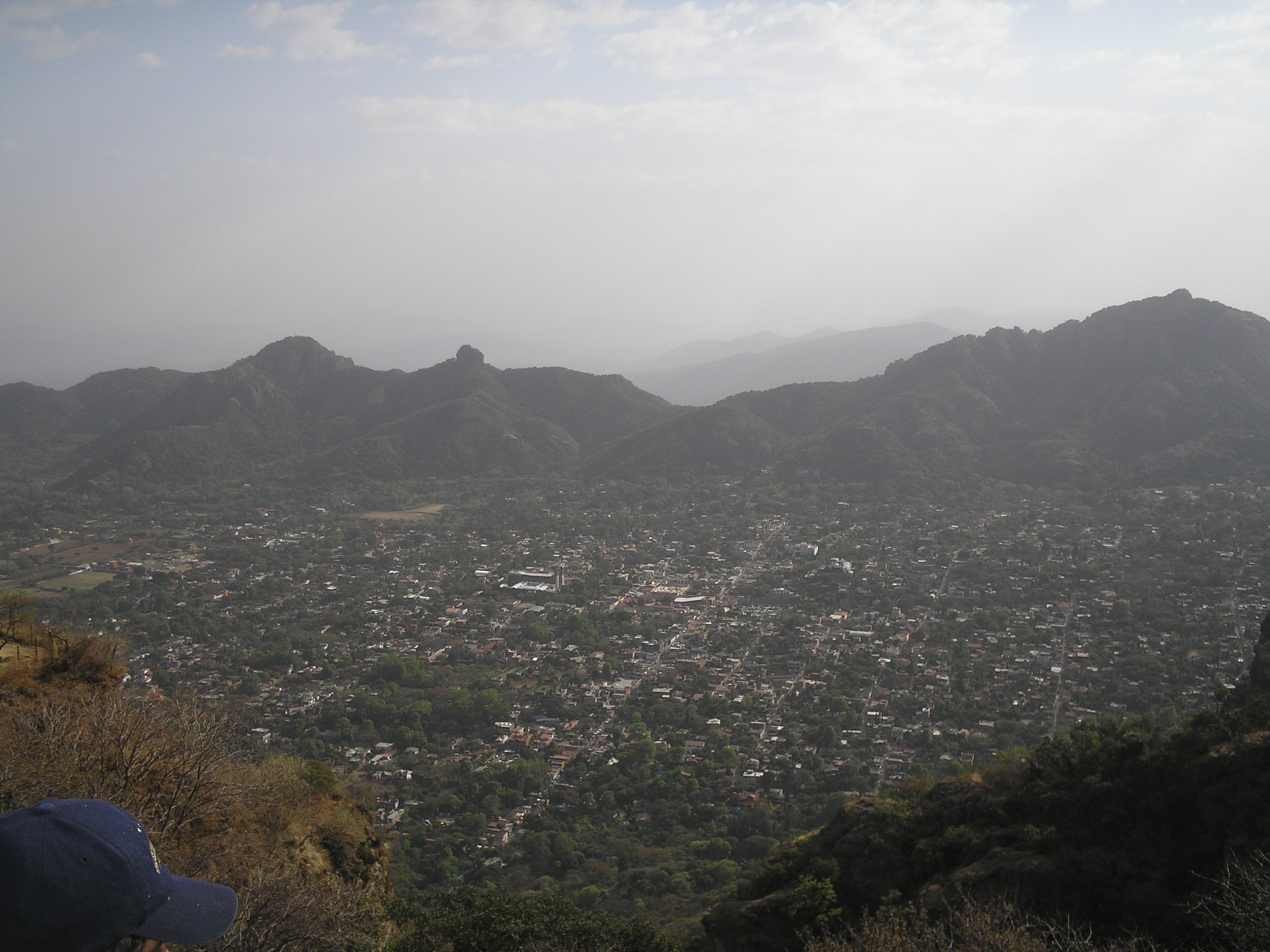
Tepoztlán
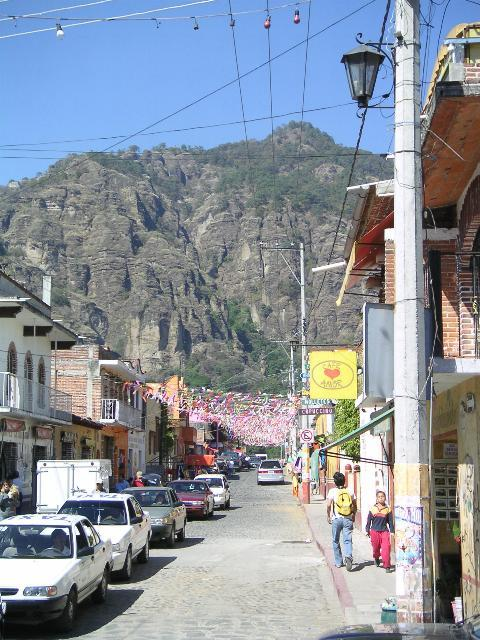
Straat in Tepoztlán
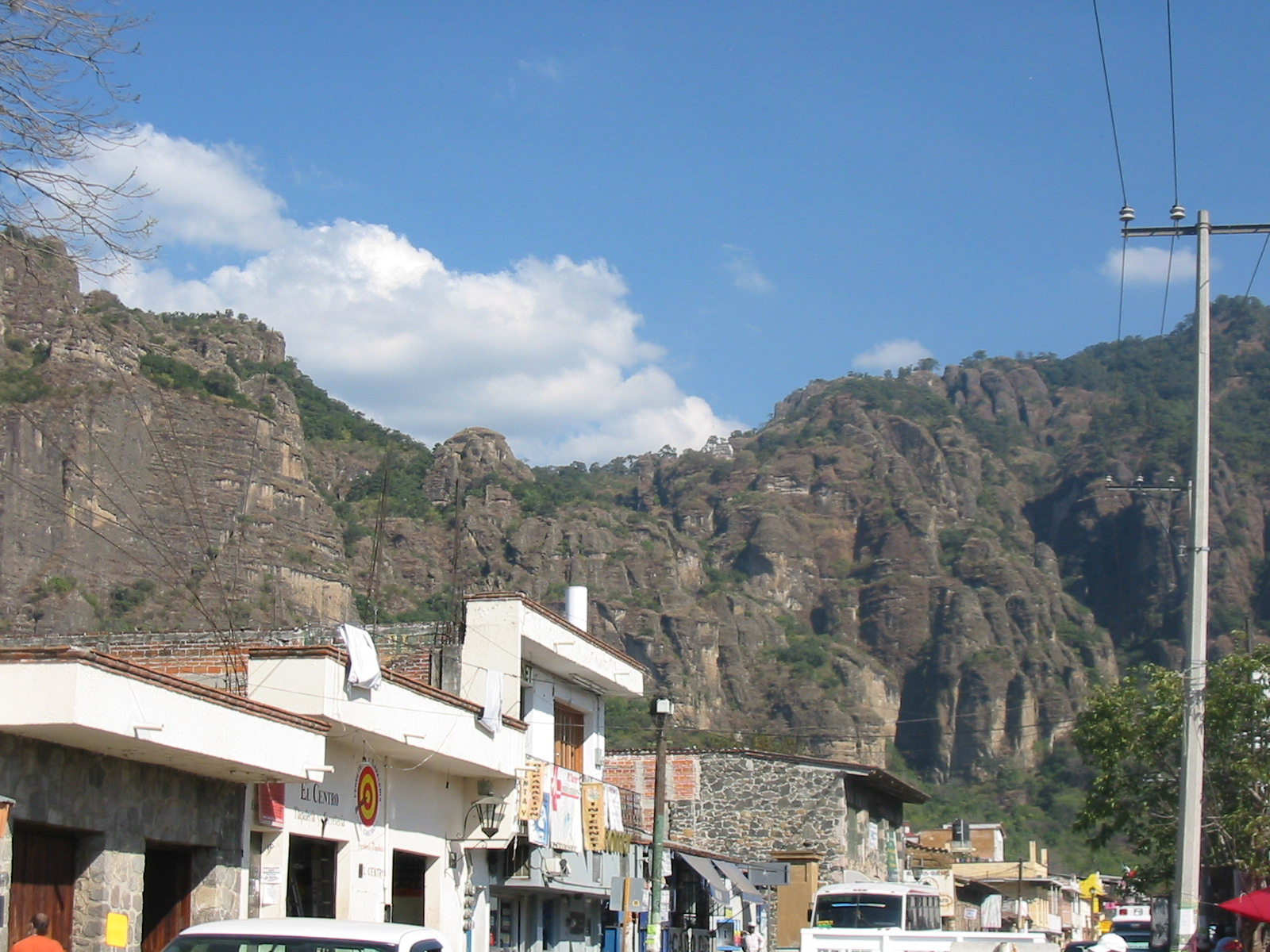
Zicht op de pyramide van Tepoztlán
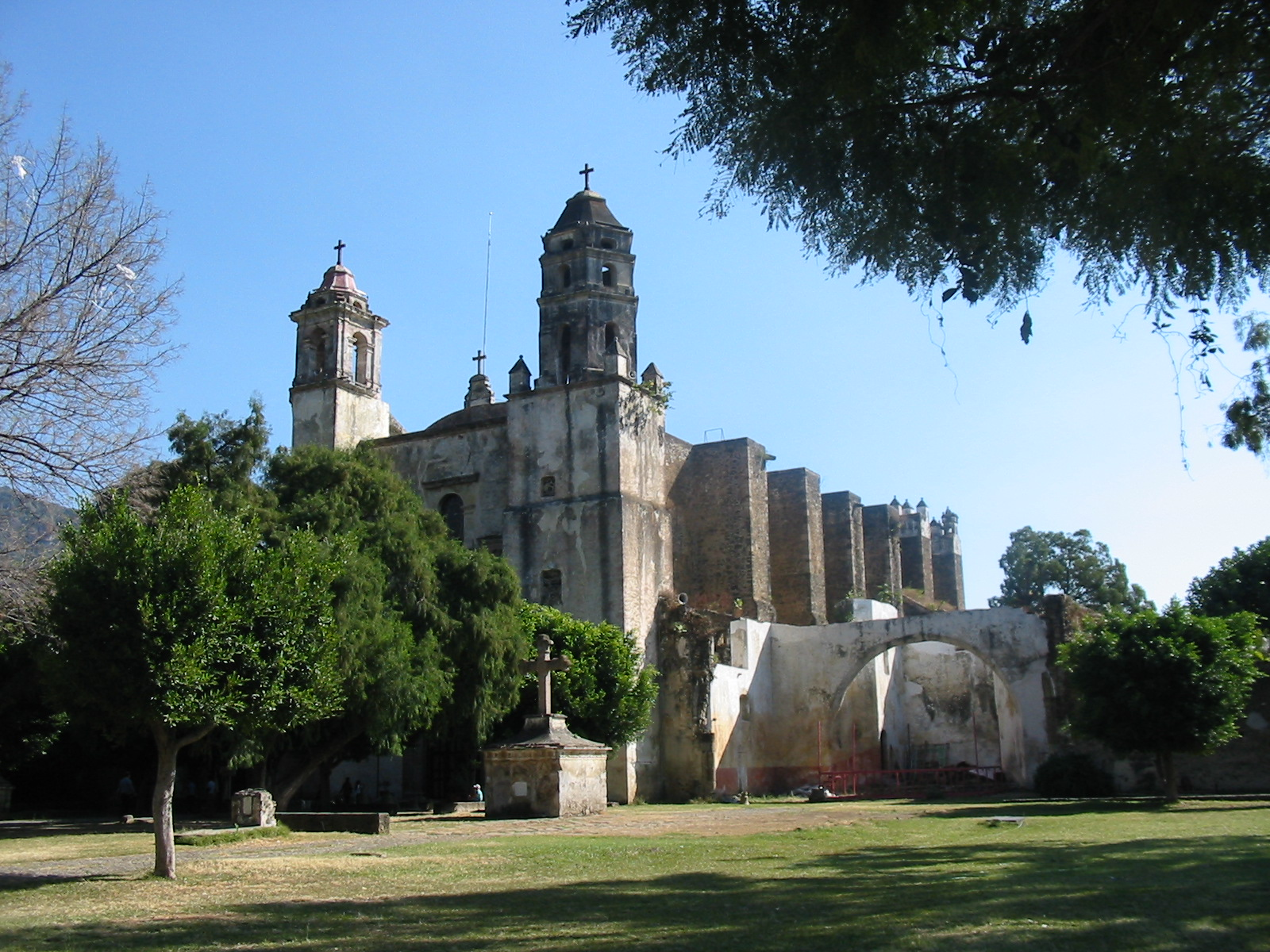
Voormalig klooster